# Nizza (Automarke)
Nizza ist der Name einer als Automobil-Bausatz vertriebenen Automobilmarke von D & M Burgert aus Stuttgart. Das Unternehmen bestand nur von 1968 bis etwa 1971. Im Jahr 1971 mussten die Burgert-Brüder über Nacht das Land verlassen. Heute geht man davon aus, dass kurz vor dem Zugriff der Steuerbehörde eine ungeordnete Übersiedlung des Unternehmens nach Toblach (Dobbiaco, IT) in Südtirol stattfand.
Die exakte Bezeichnung des Bausatzes lautet auf Nizza KS 330. Dabei handelt es sich um ein zweisitziges straßenzugelassenes Sportcoupé mit rennsportlichem Charakter, Kunststoff-Karosserie und dem Unterbau des VW Käfer.
Davon abweichend wird das Bausatz-Fahrzeug nur Nizza oder Nizza KS 330 bzw. Nizza KS330,  und auch KS 330 Nizza genannt.
Im Anschluss beziehungsweise parallel unterhielt der Hersteller, der nach seinem Umzug bis 1971 in Südtirol beheimatet war, auch die Automobilmarke Nembo. Sie hatte jedoch keine Beziehung zu dem italienischen Karosseriebauunternehmen namens Nembo beziehungsweise zu Neri e Bonacini in Modena.

## Hersteller
Als Hersteller des Nizza gilt D. &  M. Burgert,  gegründet von den Brüdern Burgert, Die Bezeichnung D&M Burgert Plastics dürfte nach Verlegung des Firmenstandortes nach Südtirol verwendet worden sein. Auch die abweichenden Schreibweisen D. & M. Burgert, D&M Burgert und D+M Burgert sind gebräuchlich.
Der Unternehmenssitz lag in Stuttgart beziehungsweise in Merklingen bei Stuttgart. In Zeitschriften-Anzeigen von 1968 erschien die Herstellerangabe D. + M. Burgert mit der Anschrift Postfach 151 M, 7 Stuttgart-Untertürkheim und zu einem nicht genau angegebenen Zeitpunkt mit der Anschrift Postfach 24 M, D-7256 Merklingen. Eine Quelle nennt die Adresse D+M Burgert, Gartenstraße 12, 7256 Merklingen.
In Württemberg bestand das Unternehmen noch bis 1971. 1971 wurde der Unternehmenssitz nach Toblach (Dobbiaco) in Südtirol, Italien verlegt. Der dortige Firmenname lautete Burgert-Kunststofftechnik beziehungsweise Burgert Product / Burgert Products. Das Südtiroler Unternehmen bestand als Automobilhersteller allerdings nur noch kurz, von 1970 bis 1971 oder allein 1971.
Die ab 1971 in Toblach, Südtirol gefertigten Fahrzeuge wurden unter der Bezeichnung Nembo vermarktet.  Das Unternehmen zog später innerhalb des Ortes um und firmiert inzwischen als Burgert & Geldner GmbH. Bis heute ist es mit der Kunststoffverarbeitung verbunden und vertreibt insbesondere elastische Verbindungsstutzen unter der Marke Duroflex, die am Tiroler Stammsitz in Vomp hergestellt werden.

## Marken- und Fahrzeuggeschichte
Der Nizza wurde im November 1968 öffentlich vorgestellt. Namensgeber ist offenkundig die gleichnamige südfranzösische Stadt. Hintergründe zu dem Namenszusatz KS 330 sind nicht bekannt; KS könnte möglicherweise schlicht für Kunststoff stehen, 330 für dessen nähere Spezifikation. Im Zuge der Vermarktung erschien 1968 unter anderem eine einseitige Werbeanzeige in der deutschen Fachzeitschrift auto motor und sport.
Der Nizza war der einzige Bausatz im Angebot des württembergischen Herstellers. Nach der überstürzten Übersiedlung nach Südtirol wurde das Design geändert und der Bausatz unter dem Markennamen Nembo vertrieben.
Dem Nizza wurde ein „eleganter Sportwagenlook“ attestiert. Seine Herstellung endete jedenfalls etwa Anfang 1970, als die Brüder Burgert den Betrieb umfirmierten, nach Südtirol übersiedelten und dort allein den Nembo fertigten. Dieser war im Design etwas kantiger, vom Konzept her komfortabler und für den Alltagsgebrauch besser geeignet.
Nähere Fertigungs- und Verkaufszahlen sind zum Nizza nicht bekannt. Er wurde jedenfalls als Bausatzfahrzeug angeboten und kostete in dieser Form Ende der 1960er-Jahre 3.250 DM. Zum Vergleich: Ein neuer VW 1200 kostete zur selben Zeit 4.525 DM, ein VW 1500 Karmann Ghia Coupé 7.515 DM und der im August 1969 erschienene VW-Porsche 914 12.560 DM. VW-Buggys von Karmann in Osnabrück waren als Bausatz für rund 3.000 DM und als Komplettfahrzeug ab 8.800 DM erhältlich. Ob auch der Nizza als Komplettfahrzeug angeboten wurde, ist nicht überliefert.
Eine andere Quelle schlüsselt die Preise des Nizza weiter auf: Die Karosserie mit Türen, Hauben und diversen Inneneinbauteilen kostete 3.150 DM, der Seitenfensterbausatz weitere 65 DM und die Scheinwerferabdeckungen nochmals 38 DM.
In der Saison 2010 nahm ein von Burgert hergestelltes Fahrzeug im historischen Motorsport teil.

## Technik
Der Nizza ist ein Kunststoff-Coupé mit dem Plattformrahmen, dem Fahrwerk und der Antriebstechnik des VW Käfer. Das Fahrzeug ist vier Meter lang, 150 Zentimeter breit und nur 108 beziehungsweise 110 Zentimeter hoch. Die Kunststoffkarosserie passte auf alle bisherigen Käfer-Chassis und wurde mit dem Fahrgestell verschraubt. Eine Kürzung des Chassis war – anders als bei manchen Konkurrenzprodukten – nicht erforderlich.
Die niedrige stromlinienförmige Fließheck-Karosserie des Nizza ist sehr sportlich gestaltet. Das Konzept ähnelt den zeitgenössischen Modellen von Fiberfab oder einer Coupé-Version des Colani GT. Optisch erinnert das Fahrzeug an eine Coupé-Version des Porsche 718 von 1962, ohne jedoch dessen Mittelmotor-Konzept zu übernehmen. Die vergleichsweise lange Front ähnelt insbesondere dem Porsche 356 B 2000 GS/GT „Dreikantschaber“ von 1962, die Türen und Seitenscheiben dem Lamborghini Miura von 1966 und das Heck dem Porsche 356 B 1600 Carrera GTL mit Abarth-Karosserie von 1960. Im rennsportlichen Stil wird auf vordere und hintere Stoßstangen oder ähnliche Maßnahmen zum Schutz der Karosserie verzichtet. Die wenigen verfügbaren Abbildungen des Nizza zeigen ihn jeweils mit einfachen, VW-typischen Fünfloch-Stahlscheibenrädern, ein Hinweis, dass die abgebildeten Fahrzeuge auch vorne nur Bremstrommeln hatten.
Die geschwungene Gürtellinie ist vergleichsweise niedrig und fällt zwischen den Achsen nochmals ab, die Fensterflächen sind relativ groß. Die Frontscheinwerfer liegen auf Wunsch und gegen Aufpreis unter Plexiglas-Abdeckungen. In Anlehnung an viele Porsche-Rennsportwagen befindet sich in der Fahrzeugfront eine niedrige, breite Luftöffnung, hinter der ein Ölkühler montiert werden konnte. Hingegen verzichtet die Karosserie auf hintere Seitenscheiben, stattdessen schließen sich direkt hinter den Türen weitere, langgezogene Lufteinlässe an. Sie stehen seitlich nur wenig ab, umfassen dafür die volle Höhe der Seitenscheiben. Sie ähneln denjenigen des Porsche 718 GTR Coupé von 1962.
Durch das niedrigere Gewicht der Karosserie, die kleinere Stirnfläche und den geringeren Luftwiderstandsbeiwert verbesserten sich die Fahrleistungen sowie der Kraftstoffverbrauch des Nizza gegenüber dem Ausgangsfahrzeug.
Rückblickend wird den Kunststoffkarosserien von Burgert eine wichtige Vorreiterrolle in fertigungstechnisch-gestalterischer Hinsicht zugeschrieben.